# مارغريت هنت بريزبان
مارغريت هنت بريزبان (بالإنجليزية: Margaret Hunt Brisbane)‏ (11 فبراير 1858، فيكسبيرغ في الولايات المتحدة - 5 يناير 1925)؛ كاتِبة وشاعرة أمريكية.